# Vjosa Osmani
Vjosa Osmani-Sadriu, kosovsko albanska pravnica in političarka, * 17. maj 1982, Mitrovica.
Vjosa Osmani, rojena v nekdanji Jugoslaviji, je odraščala v mestu, takrat znanem kot Titova Mitrovica, danes pa kot Mitrovica. Bila je politična aktivistka in študirala pravo v Prištini, pa tudi v ZDA v Pittsburghu. Pred izvolitvijo v skupščino je delala kot svetovalka takratnega predsednika Kosova Fatmirja Sejdiuja. Od februarja 2020 do marca 2021 je bila na položaju predsednice skupščine, med novembrom 2020 in marcem 2021 pa je bila po odstopu predsednika Hashima Thaçija vršilka dolžnosti predsednika. 4. aprila 2021 je po izvolitvi tudi uradno postala predsednica države. Je druga ženska na tem položaju in prva oseba, ki je opravljala tako funkcijo vršilca dolžnosti predsednika kot tudi funkcijo predsednika Kosova.
Osmanijeva je uspešno sodelovala na protikorupcijski platformi in je izrazila željo po normalizaciji odnosov med Kosovom in Srbijo.

## Zgodnje življenje in izobraževanje
Vjosa Osmani se je rodila leta 1982 v Mitrovici, takrat v SFR Jugoslaviji. Odraščala je s štirimi brati in sestrami, osnovno in srednješolsko izobraževanje pa je končala v domačem kraju. Kosovska vojna se je zgodila, ko je bila najstnica, in izjavila je, da "še vedno čuti" cev puške AK-47, ki ji jo je vojak silil v usta po napadu na njen dom v Mitrovici.
Iz prava je diplomirala na Univerzi v Prištini na Kosovu. Nadaljevala je s podiplomskim študijem na Pravni fakulteti Univerze v Pittsburghu (Pitt Law), kjer je leta 2005 magistrirala iz prava in leta 2015 doktorirala iz pravnih znanosti. Njena doktorska disertacija je obravnavala uporabnost Konvencije ZN o pogodbah o mednarodni prodaji blaga (CISG) na Kosovu, saj se je pravni status Kosova razvijal od leta 1988, ko je CISG prvič začela veljati.

### Akademsko delo
Vjosa Osmani je bila asistentka na Univerzi v Prištini, predavateljica na RIT Kosovo in gostujoča profesorica na Univerzi v Pittsburghu.

## Politika
Politična kariera Vjose Osmani se je začela v najstniških letih, ko je postala aktivistka desnosredinske Demokratske lige Kosova (LDK). 27. avgusta 2009 je bila izvoljena za vodjo kabineta takratnega predsednika Fatmirja Sejdiuja. Bila je tudi predsednikova pravna svetovalka in svetovalka za zunanjo politiko. Tri mandate je bila tudi poslanka kosovske skupščine.
Osmanijeva je prispevala k neodvisnosti Kosova kot predsednikova predstavnica v komisiji za ustavo, organu, ki je pripravil kosovsko ustavo. Zastopala je Kosovo v zadevi na Meddržavnem sodišču, kjer je zagovarjala zakonitost neodvisnosti Kosova.
Osmanijeva je v okviru svojih poslanskih nalog opravljala funkcijo predsednice Odbora za zunanje zadeve, diasporo in strateške naložbe ter Odbora za evropske integracije. Bila je tudi podpredsednica odbora za ustavne reforme na Kosovu.

### Predsednica države
4. aprila 2021 je skupščina v tretjem krogu glasovanja izvolila Osmanijevo za predsednico Kosova. Čeprav glasovanja nista spremljali dve opozicijski stranki in stranka, ki zastopa etnično srbsko manjšino na Kosovu, je drugi dan izrednega zasedanja glasovalo 82 poslancev 120-članskega parlamenta. Prejela je 71 glasov, 11 glasov pa je bilo razglašenih za neveljavne, pozneje pa je istega dne prisegla za petletni mandat in postala druga predsednica Kosova.  Osmanijeva je dejala, da upa na normalizacijo odnosov med Kosovom in Srbijo, obenem pa je pozvala Beograd, naj se opraviči za vojno, ki je privedla do razglasitve neodvisnosti Kosova, in da preganja tiste, ki so zagrešili vojne zločine.
Pred prisego je Osmani odstopil z vodstva Guxa. Novoimenovana ministrica za zunanje zadeve Donika Gërvalla jo je zamenjala na čelu stranke.

## Nagrade
V času magistrskega študija Osmanijeve na Univerzi v Pittsburghu ji je univerza dvakrat podelila nagrado odličnosti za prihodnost. Kasneje, leta 2017, ji je univerza podelila nagrado Sheth International Achievement Award za njen prispevek k demokraciji in človekovim pravicam.

## Zasebno
Leta 2012 se je poročila z uslužbencem Ministrstva za zunanje zadeve Prindonom Sadriujem.  Imata hčerki dvojčici. Osmanijeva govori albansko, angleško, srbsko, špansko in turško.